# Антоновская культура
Антоновская культура — археологическая культура мустьерской эпохи раннего палеолита в Донбассе. Представлена тремя стоянками — Антоновка I, Антоновка II и Александровка около села Антоновка и посёлка Александровка в Марьинском районе Донецкой области.
Стоянки исследовались в 1962—1965 годах украинскими археологами Владиславом Николаевичем Гладилиным (Антоновка) и Д. Цвейбель (Александровка).
Антоновские стоянки размещались на 3-й и 2-й террасах реки Сухие Ялы. В Александровке каменные изделия найдены в толще берегового склона реки Осиновая (приток реки Волчья).
Орудия труда изготовлены из местного кремня. Инвентарь типично мустьерский: нуклеусы радиальные и протопризматические, сколы из них (отщепы и пластины), многочисленные орудия: ножи, скребки, листовидные наконечники копий, зубчатые изделия (пилы), скобели, единичные остроконечники. Выделяется серия ножей и скребков специфических форм (арочные, сегментоподобные), присущих только этой культуре.
На стоянке Антоновка II найдены кости зубра и лошади четвертичного периода, на которых охотились первобытные жители края.
Культура датируется концом Рисского оледенения — началом Вюрмского оледенения есть около 100-40 тысяч лет назад.